# Världsmästerskapen i nordisk skidsport 1999
Världsmästerskapen i nordisk skidsport 1999 ägde rum i Ramsau am Dachstein i Österrike 19-28 februari 1999. Storbackaloppet ägde rum i Bischofshofen.

## Längdskidåkning herrar

### 10 km klassisk stil
22 februari 1999
| Medalj | Deltagare                  | Tid     |
| Guld   | Mika Myllylä, Finland      | 24.19,2 |
| Silver | Alois Stadlober, Österrike | 24.34,7 |
| Brons  | Odd-Bjørn Hjelmeset, Norge | 24.37,1 |

### 10 km + 15 km jaktstart
23 februari 1999
| Medalj | Deltagare               | Tid       |
| Guld   | Thomas Alsgaard, Norge  | 1:05.54,9 |
| Silver | Mika Myllylä, Finland   | 1:05.55,6 |
| Brons  | Fulvio Valbusa, Italien | 1:06.17,6 |

### 30 km fri stil
19 februari 1999
| Medalj | Deltagare              | Tid       |
| Guld   | Mika Myllylä, Finland  | 1:15.26,2 |
| Silver | Thomas Alsgaard, Norge | 1:16.01,5 |
| Brons  | Bjørn Dæhlie, Norge    | 1:16.08,7 |

### 50 km klassisk stil
28 februari 1999
| Medalj | Deltagare                   | Tid       |
| Guld   | Mika Myllylä, Finland       | 2:18.08,7 |
| Silver | Andrus Veerpalu, Estland    | 2:18.40,5 |
| Brons  | Mikhail Botvinov, Österrike | 2:19.52,3 |

### 4 x 10 km stafett
26 februari 1999
| Medalj | Landslag                                                                          | Tid       |
| ------ | --------------------------------------------------------------------------------- | --------- |
| Guld   | Österrike (Markus Gandler, Alois Stadlober, Mikhail Botvinov, Christian Hoffmann) | 1:35.07,5 |
| Silver | Norge (Espen Bjervig, Erling Jevne, Bjørn Dæhlie, Thomas Alsgaard)                | 1:35.07,7 |
| Brons  | Italien (Giorgio Di Centa, Fabio Maj, Fulvio Valbusa, Silvio Fauner)              | 1:36.38,1 |

## Längdskidåkning damer

### 5 km klassisk stil
22 februari 1999
| Medalj | Deltagare                     | Tid     |
| Guld   | Bente Martinsen, Norge        | 12.49,8 |
| Silver | Olga Danilova, Ryssland       | 13.02,5 |
| Brons  | Kateřina Neumannová, Tjeckien | 13.07,0 |

### 5 km + 10 km jaktstart
23 februari 1999
| Medalj | Deltagare                        | Tid     |
| Guld   | Stefania Belmondo, Italien       | 42.27,9 |
| Silver | Nina Gavriljuk, Ryssland         | 42.56,8 |
| Brons  | Irina Terelia Taranenko, Ukraina | 43.02,3 |

### 15 km fri stil
19 februari 1999
| Medalj | Deltagare                  | Tid     |
| Guld   | Stefania Belmondo, Italien | 38.49,0 |
| Silver | Kristina Šmigun, Estland   | 39.19,4 |
| Brons  | Maria Theurl, Österrike    | 39.43,5 |

### 30 km klassisk stil
27 februari 1999
| Medalj | Deltagare                 | Tid       |
| Guld   | Larisa Lazutina, Ryssland | 1:29.19,9 |
| Silver | Olga Danilova, Ryssland   | 1:30.53,9 |
| Brons  | Kristina Šmigun, Estland  | 1:31.14,6 |

### 4 x 5 km stafett
26 februari 1999
| Medalj | Landslag                                                                             | Tid |
| ------ | ------------------------------------------------------------------------------------ | --- |
| Guld   | Ryssland (Olga Danilova, Larisa Lazutina, Anfisa Reztsova, Nina Gavriljuk)           |     |
| Silver | Italien (Sabina Valbusa, Gabriella Paruzzi, Antonella Confortola, Stefania Belmondo) |     |
| Brons  | Tyskland (Viola Bauer, Ramona Roth, Evi Sachenbacher, Sigrid Wille)                  |     |

## Nordisk kombination

### K90 + 7,5 km sprint
27 februari 1999
| Medalj | Deltagare                | Tid   |
| Guld   | Bjarte Engen Vik, Norge  | 0,0   |
| Silver | Mario Stecher, Österrike | +30,2 |
| Brons  | Kenji Ogiwara, Japan     | +31,0 |

### K90 + 15 km
20 februari 1999
| Medalj | Deltagare                  | Tid   |
| Guld   | Bjarte Engen Vik, Norge    | 0,0   |
| Silver | Samppa Lajunen, Finland    | 34,5  |
| Brons  | Dmitrij Sinitzyn, Ryssland | 152,9 |

### K120 + 4 x 5 km stafett
25 februari 1999
| Medalj | Landslag                                                                           | Tid |
| ------ | ---------------------------------------------------------------------------------- | --- |
| Guld   | Finland (Hannu Manninen, Tapio Nurmela, Jari Mantila, Samppa Lajunen)              |     |
| Silver | Norge (Fred Børre Lundberg, Trond Einar Elden, Bjarte Engen Vik, Kenneth Bråten)   |     |
| Brons  | Ryssland (Nikolai Parfionov, Aleksej Fadejev, Valerij Stoljarov, Dmitrij Sinitzyn) |     |

## Backhoppning

### Normalbacke K90
26 februari 1999
| Medalj | Deltagare                | Tid   |
| Guld   | Kazuyoshi Funaki, Japan  | 255,0 |
| Silver | Hideharu Miyahira, Japan | 253,5 |
| Brons  | Masahiko Harada, Japan   | 252,0 |

### Stora backen K120
21 februari 1999
| Medalj | Deltagare                | Tid   |
| Guld   | Martin Schmitt, Tyskland | 263,4 |
| Silver | Sven Hannawald, Tyskland | 261,7 |
| Brons  | Hideharu Miyahira, Japan | 258,8 |

### Lagtävling stora backen K120
20 februari 1999
| Medalj | Landslag                                                                                    | Poäng |
| ------ | ------------------------------------------------------------------------------------------- | ----- |
| Guld   | Tyskland (Sven Hannawald, Christof Duffner, Dieter Thoma, Martin Schmitt)                   | 988,9 |
| Silver | Japan (Noriaki Kasai, Hideharu Miyahira, Masahiko Harada, Kazuyoshi Funaki)                 | 987,0 |
| Brons  | Österrike (Andreas Widhölzl, Martin Höllwarth, Reinhard Schwarzenberger, Stefan Horngacher) | 905,5 |

## Medaljligan
| Placering | Nation    | Guld | Silver | Brons | Totalt |
| --------- | --------- | ---- | ------ | ----- | ------ |
| 1         | Norge     | 4    | 3      | 2     | 9      |
| 2         | Finland   | 4    | 2      | 0     | 6      |
| 3         | Ryssland  | 2    | 3      | 2     | 7      |
| 4         | Italien   | 2    | 1      | 2     | 5      |
| 5         | Tyskland  | 2    | 1      | 1     | 4      |
| 6         | Japan     | 1    | 2      | 3     | 6      |
|           | Österrike | 1    | 2      | 3     | 6      |
| 8         | Estland   | 0    | 2      | 1     | 3      |
| 9         | Tjeckien  | 0    | 0      | 1     | 1      |
|           | Ukraina   | 0    | 0      | 1     | 1      |